# Gap-Centre (tổng)
Tổng Gap-Centre là một tổng ở tỉnh Hautes-Alpes trong vùng Provence-Alpes-Côte d'Azur.

## Hành chính
| Giai đoạn | Ủy viên      | Đảng | Tư cách |
| --------- | ------------ | ---- | ------- |
|           | Roger Didier | PRG  |         |

## Các đơn vị cấp dưới
Tổng Gap-Centre gồm 1 xã với dân số là 7 012 người (điều tra năm 1999, dân số không tính trùng)
| Xã  | Dân số    | Mã bưu chính | Mã insee |
| --- | --------- | ------------ | -------- |
| Gap | 7 012 (1) | 05000        | 05061    |

(1) một phần của xã.

## Biến động dân số
| 1962                                                     | 1968 | 1975 | 1982 | 1990  | 1999  |
| -------------------------------------------------------- | ---- | ---- | ---- | ----- | ----- |
| -                                                        | -    | -    | -    | 6 392 | 7 012 |
| Nombre retenu à partir de 1962 : dân số không tính trùng |      |      |      |       |       |